# Festival di Berlino 2018

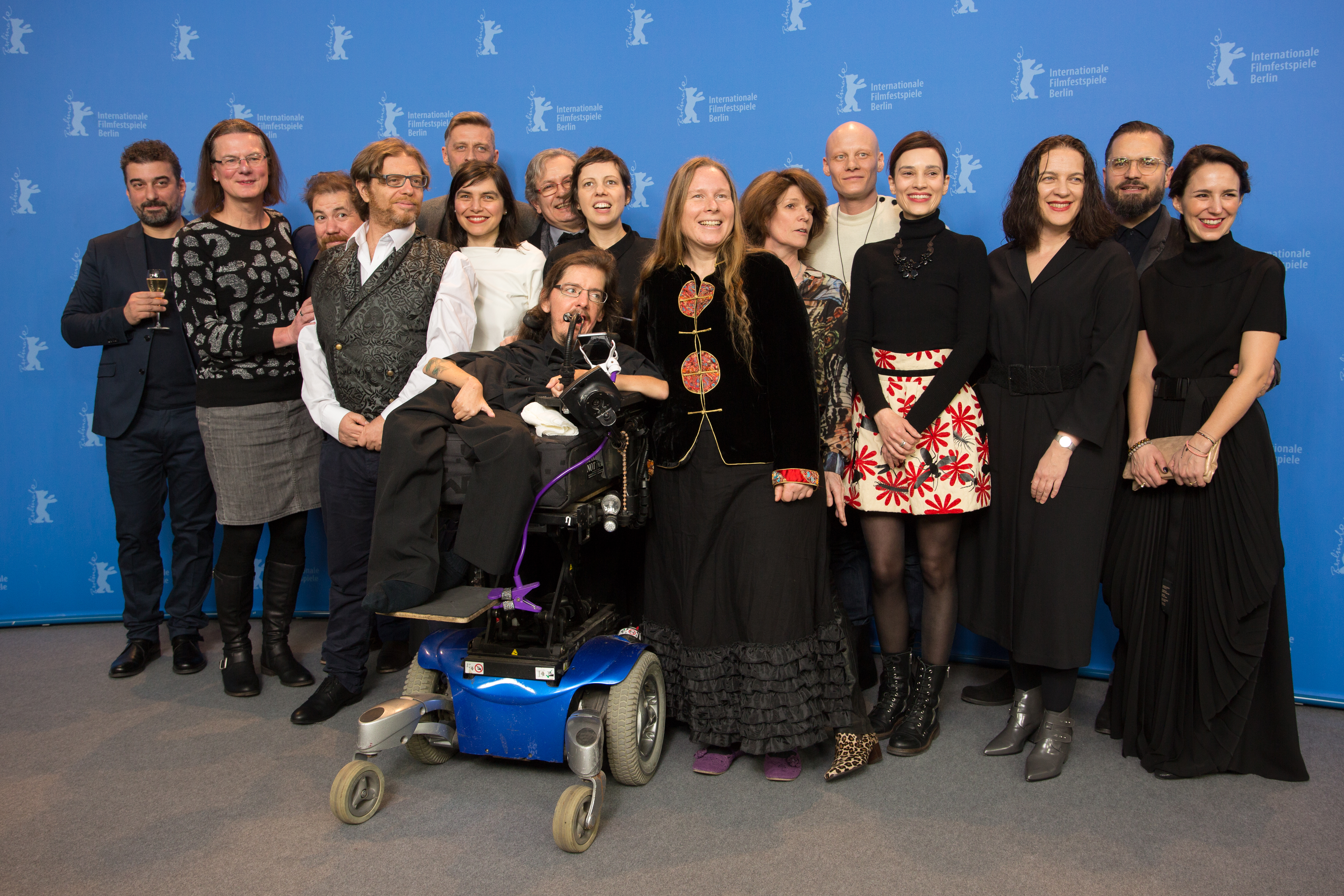
Il team del film vincitore dell'Orso d'oro.

La 68ª edizione del Festival internazionale del cinema di Berlino si è svolta a Berlino dal 15 al 25 febbraio 2018, con il Theater am Potsdamer Platz come sede principale. Direttore del festival è stato per il diciassettesimo anno Dieter Kosslick.
L'Orso d'oro è stato assegnato al film Ognuno ha diritto ad amare - Touch Me Not della regista rumena Adina Pintilie.
L'Orso d'oro alla carriera è stato assegnato all'attore Willem Dafoe, al quale è stata dedicata la sezione "Homage", mentre la Berlinale Kamera è stata assegnata all'attore e regista Jiří Menzel, al produttore Katriel Schory e a Beki Probst, presidentessa dello European Film Market.
Il festival è stato aperto dal film in concorso L'isola dei cani di Wes Anderson.
La retrospettiva di questa edizione, intitolata "Weimar Cinema Revisited", è stata dedicata alle produzioni tedesche negli anni della Repubblica di Weimar (1919-1933), una delle fasi più produttive e influenti del cinema tedesco.
Nella sezione "Berlinale Special" è stato ricordato il cineasta tedesco Ulli Lommel, scomparsi pochi mesi prima dell’inizio del festival, con la proiezione in anteprima mondiale del suo documentario America Land of the Freeks.

## Giurie

### Giuria internazionale
- Tom Tykwer, regista, sceneggiatore, produttore e compositore (Germania) - Presidente di giuria[6]
- Cécile de France, attrice (Belgio)
- Chema Prado, giornalista e critico cinematografico (Spagna)
- Adele Romanski, produttrice (Stati Uniti)
- Ryūichi Sakamoto, musicista e compositore (Giappone)
- Stephanie Zacharek, giornalista e critica cinematografica (Stati Uniti)

### Giuria "Opera prima"
- Jonas Carpignano, regista, sceneggiatore e produttore (Italia/Stati Uniti)[6]
- Călin Peter Netzer, regista, sceneggiatore e produttore (Romania)
- Noa Regev, direttrice della Jerusalem Cinematheque e del Jerusalem Film Festival (Israele)

### Giuria "Documentari"
- Cíntia Gil, curatrice di festival e manifestazioni internazionali (Portogallo)[6]
- Ulrike Ottinger, regista, sceneggiatrice, produttrice e fotografa (Germania)
- Eric Schlosser, giornalista, scrittore e produttore (Stati Uniti)

### Giuria "Cortometraggi"
- Diogo Costa Amarante, regista, sceneggiatore e direttore della fotografia (Portogallo)[6]
- Jyoti Mistry, regista e docente alla Wits School of Arts di Johannesburg (Sudafrica)
- Mark Toscano, curatore di festival e manifestazioni internazionali (Stati Uniti)

### Giurie "Generation"

#### Kinderjury Kplus/Jugendjury 14plus
Gli Orsi di cristallo sono stati assegnati da due giurie nazionali, la Kinderjury Generation Kplus e la Jugendjury Generation 14plus, composte rispettivamente da undici membri di 11-14 anni e sette membri di 14-18 anni selezionati dalla direzione del festival attraverso questionari inviati l'anno precedente.

#### Giurie internazionali Kplus/14plus
I Grand Prix e gli Special Prize sono stati assegnati dalla Generation Kplus International Jury, composta dalla regista e sceneggiatrice svedese Sanna Lenken, la regista e sceneggiatrice spagnola Carla Simón e Amanda Duthie, direttrice del Festival del cinema di Adelaide, e dalla Generation 14plus International Jury, composta dal regista e sceneggiatore brasiliano Felipe Bragança, il fotografo australiano Mark Rogers e la curatrice di eventi cinematografici tedesca Verena von Stackelberg.

## Selezione ufficiale

### In concorso
- 3 Tage in Quiberon, regia di Emily Atef (Germania)
- Un'altra vita - Mug (Twarz), regia di Małgorzata Szumowska (Polonia)
- Damsel, regia di David Zellner e Nathan Zellner (Stati Uniti d'America)
- La donna dello scrittore (Transit), regia di Christian Petzold (Germania, Francia)
- Don't Worry (Don't Worry, He Won't Get Far on Foot), regia di Gus Van Sant (Stati Uniti d'America)
- Dovlatov - I libri invisibili (Dovlatov), regia di Aleksey German Jr. (Russia, Polonia, Serbia)
- Le ereditiere (Las herederas), regia di Marcelo Martinessi (Paraguay, Germania, Uruguay, Norvegia, Brasile, Francia)
- Eva, regia di Benoît Jacquot (Francia)
- Figlia mia, regia di Laura Bispuri (Italia, Germania, Svizzera)
- L'isola dei cani (Isle of Dogs), regia di Wes Anderson (Stati Uniti d'America, Germania)
- Khook, regia di Mani Haghighi (Iran)
- Mein Bruder heißt Robert und ist ein Idiot, regia di Philip Gröning (Germania)
- Museo - Folle rapina a Città del Messico (Museo), regia di Alonso Ruizpalacios (Messico)
- Ognuno ha diritto ad amare - Touch Me Not (Touch Me Not), regia di Adina Pintilie (Romania, Germania, Bulgaria, Francia)
- Ang panahon ng halimaw, regia di Lav Diaz (Filippine)
- La Prière, regia di Cédric Kahn (Francia)
- Toppen av ingenting, regia di Måns Månsson e Axel Petersén (Svezia)
- Utøya 22. juli, regia di Erik Poppe (Norvegia)
- Un valzer tra gli scaffali (In den Gängen), regia di Thomas Stuber (Germania)

#### Fuori concorso
- 7 giorni a Entebbe (Entebbe), regia di José Padilha (Regno Unito)
- Ága, regia di Milko Lazarov (Bulgaria, Germania, Francia)
- Black 47, regia di Lance Daly (Irlanda)
- Eldorado, regia di Markus Imhoof (Svizzera, Germania)
- Unsane, regia di Steven Soderbergh (Stati Uniti d'America)

### Cortometraggi
- After/Life, regia di Puck Lo (Stati Uniti d'America)
- Alma Bandida, regia di Marco Antônio Pereira (Brasile)
- And What Is the Summer Saying?, regia di Payal Kapadiya (India)
- Babylon, regia di Keith Deligero (Filippine)
- Blau, regia di David Jansen (Germania)
- Burkina Brandenburg Komplex, regia di Ulu Braun (Germania)
- Circle, regia di Jayisha Patel (Regno Unito, India, Canada)
- City of Tales, regia di Arash Nassiri (Francia)
- Coyote, regia di Lorenz Wunderle (Svizzera)
- Imfura, regia di Samuel Ishimwe (Svizzera, Rwanda)
- Imperial Valley (Cultivated Run-Off), regia di Lukas Marxt (Germania, Austria)
- Des jeunes filles disparaissent, regia di Clément Pinteaux (Francia)
- The Men Behind the Wall, regia di Ines Moldavsky (Israele)
- Onde o Verão Vai (episódios da juventude), regia di David Pinheiro Vicente (Portogallo)
- Our Madness, regia di João Viana (Portogallo, Francia)
- Russa, regia di João Salaviza e Ricardo Alves Jr. (Portogallo, Brasile)
- Solar Walk, regia di Réka Bucsi (Danimarca)
- Terremoto Santo, regia di Bárbara Wagner e Benjamin de Burca (Brasile)
- Le Tigre de Tasmanie, regia di Vergine Keaton (Francia)
- T.R.A.P., regia di Manque La Banca (Argentina)
- While I Yet Live, regia di Maris Curran (Stati Uniti d'America)
- Wishing Well, regia di Sylvia Schedelbauer (Germania)

#### Fuori concorso
- Besida, regia di Chuko Esiri (Nigeria)
- The Shadow of Utopia, regia di Antoinette Zwirchmayr (Austria)

#### Programma speciale "1968 - Red Flags for Everyone"
- Alaska, regia di Dore O. (Germania Ovest)
- Antigone, regia di Ula Stöckl (Germania Ovest)
- Fundevogel, regia di Claudia von Alemann (Germania Ovest)
- I Ruhrområdet, regia di Peter Nestler (Svezia)
- Ja/Nein, regia di Ernst Schmidt Jr. (Austria)
- Kunst & Revolution, regia di Ernst Schmidt Jr. (Austria)
- My Name Is Oona, regia di Gunvor Nelson (Stati Uniti d'America)
- Na und...?, regia di Marquard Bohm e Helmut Herbst (Germania Ovest)
- Programmhinweise, regia di Christiane Gehner (Germania Ovest)
- Rohfilm, regia di Birgit e Wilhelm Hein (Germania Ovest)
- Die rote Fahne, di registi vari (Germania Ovest)
- 'Tapp und Tastkino, regia di Valie Export (Austria)

### Berlinale Special
- AMERICA Land of the FreeKS, regia di Ulli Lommel (Germania)
- Bad Banks, regia di Christian Schwochow (Germania, Lussemburgo)
- La casa dei libri (La librería), regia di Isabel Coixet (Spagna, Regno Unito, Germania)
- Gurrumul, regia di Paul Damien Williams (Australia)
- The Happy Prince - L'ultimo ritratto di Oscar Wilde (The Happy Prince), regia di Rupert Everett (Germania, Belgio, Regno Unito, Italia)
- Heimebane, regia di Arild Andresen (Norvegia)
- The Interpreter, regia di Martin Sulík (Slovacchia, Repubblica Ceca, Austria)
- Liberty, regia di Mikael Marcimain (Danimarca)
- The Looming Tower, regia di Craig Zisk (Stati Uniti d'America)
- Picnic at Hanging Rock, regia di Michael Rymer, Larysa Kondracki e Amanda Brotchie (Australia)
- RYUICHI SAKAMOTO: async AT THE PARK AVENUE ARMORY, regia di Stephen Nomura Schible (Stati Uniti d'America)
- Das schweigende Klassenzimmer, regia di Lars Kraume (Germania)
- Sleeping Bears, regia di Keren Margalit (Israele)
- The Terror, regia di Edward Berger (Stati Uniti d'America)
- Unga Astrid, regia di Pernille Fischer Christensen (Svezia)
- Usedom - Der freie Blick aufs Meer, regia di Heinz Brinkmann (Germania)
- Viaje a los Pueblos Fumigados, regia di Fernando E. Solanas (Argentina)
- Zhuo yao ji 2, regia di Raman Hui (Cina)

### Panorama
- L'Animale, regia di Katharina Mückstein (Austria)
- Až přijde válka, regia di Jan Gebert (Repubblica Ceca, Croazia)
- Bixa Travesty, regia di Claudia Priscilla e Kiko Goifman (Brasile)
- Eterna domenica (La enfermedad del domingo), regia di Ramón Salazar (Spagna)
- Ex Pajé, regia di Luiz Bolognesi (Brasile)
- Familienleben, regia di Rosa Hannah Ziegler (Germania)
- Game Girls, regia di Alina Skrzeszewska (Francia, Germania)
- Garbage, regia di Q (India)
- Generation Wealth, regia di Lauren Greenfield (Stati Uniti d'America)
- Genezis, regia di Árpád Bogdán (Ungheria)
- Horizonti, regia di Tinatin Kajrishvili (Georgia, Svezia)
- Hotel Jugoslavija, regia di Nicolas Wagnières (Svizzera, Serbia e Montenegro)
- Invasion (Hojoom), regia di Shahram Mokri (Iran)
- Je vois rouge, regia di Bojina Panayotova (Francia, Bulgaria)
- Jibril, regia di Henrika Kull (Germania)
- Kinshasa Makambo, regia di Dieudo Hamadi (Repubblica Democratica del Congo, Francia, Svizzera, Germania, Qatar, Norvegia)
- Land, regia di Babak Jalali (Italia, Francia)
- Lemonade, regia di Ioana Uricaru (Romania, Germania, Canada, Svezia)
- Malambo, El Hombre Bueno, regia di Santiago Loza (Argentina)
- Marilyn, regia di Martín Rodríguez Redondo (Argentina, Cile)
- MATANGI / MAYA / M.I.A., regia di Steve Loveridge (Stati Uniti d'America, Regno Unito, Sri Lanka)
- Mes provinciales, regia di Jean-Paul Civeyrac (Francia)
- Obscuro Barroco, regia di Evangelia Kranioti (Francia, Grecia)
- La omisión, regia di Sebastián Schjaer (Argentina, Paesi Bassi, Svizzera)
- Ondes de choc - Journal de ma tête, regia di Ursula Meier (Svizzera)
- Partisan, regia di Lutz Pehnert e Matthias Ehlert e Adama Ulrich (Germania)
- Prénom: Mathieu, regia di Lionel Baier (Svizzera)
- O Processo, regia di Maria Ramos (Brasile)
- Profile, regia di Timur Bekmambetov (Stati Uniti d'America, Regno Unito, Cipro)
- River's Edge, regia di Isao Yukisada (Giappone)
- Rou qing shi, regia di Yang Mingming (Cina)
- Shakedown's Exclusive Entertainment, regia di Leilah Weinraub (Stati Uniti d'America)
- The Silence of Others, regia di Almudena Carracedo e Robert Bahar (Stati Uniti d'America, Spagna)
- The Silk and the Flame, regia di Jordan Schiele (Stati Uniti d'America)
- Shut Up and Play the Piano, regia di Philipp Jedicke (Germania, Francia, Regno Unito)
- Styx, regia di Wolfgang Fischer (Germania)
- La terra dell'abbastanza, regia di Damiano e Fabio D'Innocenzo (Italia)
- That Summer, regia di Göran Olsson (Svezia, Stati Uniti d'America, Danimarca)
- The Time of Humans, regia di Kim Ki-duk (Corea del Sud)
- Tinta Bruta, regia di Marcio Reolon e Filipe Matzembacher (Brasile)
- Trinta Lumes, regia di Diana Toucedo (Spagna)
- What Comes Around, regia di Reem Saleh (Bosnia Erzegovina, Egitto, Grecia, Libano, Qatar)
- When the Trees Fall, regia di Marysia Nikitiuk (Macedonia, Ucraina)
- Xiao Mei, regia di Maren Hwang (Taiwan)
- Yardie, regia di Idris Elba (Regno Unito)
- Yocho, regia di Kiyoshi Kurosawa (Giappone)
- Zentralflughafen THF, regia di Karim Aïnouz (Germania, Brasile, Francia)

### Forum
- 14 Apples, regia di Midi Z (Taiwan, Birmania)
- Accidence, regia di Evan Johnson, Galen Johnson e Guy Maddin (Canada)
- Afrique, la pensée en mouvement Part I, regia di Jean-Pierre Bekolo (Senegal)
- Aggregat, regia di Marie Wilke (Germania)
- Amiko, regia di Yoko Yamanaka (Giappone)
- Apatride, regia di Narjiss Nejjar (Marocco)
- A Árvore, regia di André Gil Mata (Portogallo, Bosnia Erzegovina)
- Aufbruch, regia di Ludwig Wüst (Austria)
- La Cama, regia di Mónica Lairana (Argentina, Brasile, Paesi Bassi, Germania)
- La casa lobo, regia di Joaquín Cociña e Cristóbal León (Cile)
- Casanovagen, regia di Luise Donschen (Germania)
- Classical Period, regia di Ted Fendt (Stati Uniti d'America)
- Con el viento, regia di Meritxell Colell (Spagna, Argentina, Francia)
- Los Débiles, regia di Eduardo Giralt e Raul Rico (Messico)
- Den' Pobedy, regia di Serhij Loznycja (Germania)
- Die Tomorrow, regia di Nawapol Thamrongrattanarit (Thailandia)
- Djamilia, regia di Aminatou Echard (Francia)
- L'empire de la perfection, regia di Julien Faraut (Francia)
- An Elephant Sitting Still, regia di Hu Bo (Cina)
- Fotbal Infinit, regia di Corneliu Porumboiu (Romania)
- Grass, regia di Hong Sang-soo (Corea del Sud)
- The Green Fog, regia di Evan Johnson, Galen Johnson e Guy Maddin (Stati Uniti d'America)
- Interchange, regia di Brian M. Cassidy e Melanie Shatzky (Canada)
- Jahilya, regia di Hicham Lasri (Marocco)
- Kaotični život Nade Kadić, regia di Marta Hernaiz (Messico, Bosnia Erzegovina)
- Last Child, regia di Shin Dong-seok (Corea del Sud)
- Madeline's Madeline, regia di Josephine Decker (Stati Uniti d'America)
- Maki'la, regia di Machérie Ekwa Bahango (Repubblica Democratica del Congo, Francia)
- Mariphasa, regia di Sandro Aguilar (Portogallo)
- Minatomachi, regia di Kazuhiro Sōda (Giappone, Stati Uniti d'America)
- Notes on an Appearance, regia di Ricky D'Ambrose (Stati Uniti d'America)
- Old Love, regia di Park Ki-yong (Corea del Sud)
- Our House, regia di Yui Kiyohara (Giappone)
- Our Madness, regia di João Viana (Mozambico, Guinea-Bissau, Qatar, Portogallo, Francia)
- Unas preguntas, regia di Kristina Konrad (Germania, Uruguay)
- Premières armes, regia di Jean-François Caissy (Canada)
- Premières solitudes, regia di Claire Simon (Francia)
- SPK Komplex, regia di Gerd Kroske (Germania)
- Syn, regia di Alexander Abaturov (Francia, Russia)
- Teatro de guerra, regia di Lola Arias (Argentina, Spagna)
- Tuzdan Kaide, regia di Burak Çevik (Turchia)
- Waldheims Walzer, regia di Ruth Beckermann (Austria)
- Wieza. Jasny dzien, regia di Jagoda Szelc (Polonia)
- Wild Relatives, regia di Jumana Manna (Germania, Libano, Norvegia)
- Yours in Sisterhood, regia di Irene Lusztig (Stati Uniti d'America)

#### Proiezioni speciali
- 11 x 14, regia di James Benning (USA, Canada)
- Der Film verlässt das Kino: Vom Kübelkind-Experiment und anderen Utopien, regia di Robert Fischer (Germania)
- Funshutsu kigan - 15-sai no baishunfu, regia di Masao Adachi e Haruhiko Arai (Giappone)
- Geschichten vom Kübelkind, regia di Edgar Reitz e Ula Stöckl (Germania Ovest)
- Hentai kazoku: Aniki no yomesan, regia di Masayuki Suo (Giappone)
- Kad budem mrtav i beo, regia di Živojin Pavlović (Jugoslavia)
- Kōya no Dacchi waifu, regia di Atsushi Yamatoya (Giappone)
- Santo contra cerebro del mal, regia di Joselito Rodríguez (Messico, Cuba)
- Shehu Umar, regia di Adamu Halilu (Nigeria)
- Tahia ya didou!, regia di Mohamed Zinet (Algeria)
- Yama - Attack to Attack, regia di Mitsuo Sato e Kyoichi Yamaoka (Giappone)

### Generation

#### Generation 14plus
- 303, regia di Hans Weingartner (Germania)
- Adam, regia di Maria Solrun (Germania, Stati Uniti d'America)
- Cobain, regia di Nanouk Leopold (Paesi Bassi, Belgio, Germania)
- Danmark, regia di Kasper Rune Larsen (Danimarca)
- Dressage, regia di Pooya Badkoobeh (Iran)
- Fake Tattoos, regia di Pascal Plante (Canada)
- Follower, regia di Jonathan B. Behr (Germania)
- Fortuna, regia di Germinal Roaux (Svizzera, Belgio)
- Fry-Up, regia di Charlotte Regan (Regno Unito)
- Güvercin, regia di Banu Sivaci (Turchia)
- Hendi & Hormoz, regia di Abbas Amini (Iran, Repubblica Ceca)
- High Fantasy, regia di Jenna Cato Bass (Sudafrica, Lussemburgo)
- Je fais où tu me dis, regia di Marie de Maricourt (Svizzera)
- Juck, regia di Olivia Kastebring, Julia Gumpert e Ulrika Bandeira (Svezia)
- Kiem Holijanda, regia di Sarah Veltmeyer (Paesi Bassi)
- Kissing Candice, regia di Aoife McArdle (Irlanda)
- Na zdrowie!, regia di Paulina Ziólkowska (Polonia)
- Neputovanja, regia di Ana Nedeljković e Nikola Majdak Jr. (Serbia, Slovacchia)
- Nuuca, regia di Michelle Latimer (Stati Uniti d'America, Canada)
- Para Aduma, regia di Tsivia Barkai (Israele)
- Playa, regia di Francisco Borrajo (Messico)
- Pop Rox, regia di Nate Trinrud (Stati Uniti d'America)
- Premier amour, regia di Jules Carrin (Svizzera)
- Retablo, regia di Alvaro Delgado Aparicio (Perù)
- Sinfonía de un mar triste, regia di Carlos Morales (Messico)
- Tangles and Knots, regia di Renee Petropoulos (Australia)
- Three Centimetres, regia di Lara Zeidan (Regno Unito, Libano)
- Unicórnio, regia di Eduardo Nunes (Brasile)
- Vermine, regia di Jeremie Becquer (Danimarca)
- Virus Tropical, regia di Santiago Caicedo (Colombia, Ecuador)
- Voltage, regia di Samira Ghahremani (Austria)
- What Walaa Wants, regia di Christy Garland (Canada)

#### Generation Kplus
- The Afternoon of Clemence, regia di Lénaïg le Moigne (Francia)
- Allons enfants, regia di Stéphane Demoustier (Francia)
- Los Bando, regia di Christian Lo (Norvegia)
- Blue Wind Blows, regia di Tetsuya Tomina (Giappone)
- Brottas, regia di Julia Thelin (Svezia)
- Ceres, regia di Janet Van den Brand (Belgio, Paesi Bassi)
- Cirkeline, Coco og det vilde næsehorn, regia di Jannik Hastrup (Danimarca)
- De Natura, regia di Lucile Hadžihalilović (Romania)
- El día que resistía, regia di Alessia Chiesa (Argentina, Francia)
- Dikkertje Dap, regia di Barbara Bredero (Paesi Bassi)
- A Field Guide to Being a 12-Year-Old Girl, regia di Tilda Cobham-Hervey (Australia)
- Fire in Cardboard City, regia di Phil Brough (Nuova Zelanda)
- Fisketur, regia di Uzi Geffenblad (Svezia)
- Gordon & Paddy, regia di Linda Hambäck (Svezia)
- Hvalagapet, regia di Liss-Anett Steinskog (Norvegia)
- Jaalgedi, regia di Rajesh Prasad Khatri (Nepal)
- Lobster Dinner, regia di Gregorio Franchetti (Italia, Stati Uniti d'America)
- Lost & Found, regia di Bradley Slabe (Australia)
- Mochila de plomo, regia di Darío Mascambroni (Argentina)
- Neko no Hi, regia di Jon Frickey (Germania)
- Paper Crane, regia di Takumi Kawakami (Australia)
- Pinguin, regia di Julia Ocker (Germania)
- Les rois mongols, regia di Luc Picard (Canada)
- Sekala Niskala, regia di Kamila Andini (Australia, Indonesia, Paesi Bassi, Qatar)
- Snijeg za Vodu: Snow for Water, regia di Christopher Villiers (Regno Unito, Bosnia Erzegovina)
- Supa Modo, regia di Likarion Wainaina (Germania, Kenya)
- Toda mi alegría, regia di Micaela Gonzalo (Argentina)
- Tråder, regia di Torill Kove (Norvegia, Canada)
- Trois rêves de ma jeunesse, regia di Valérie Mréjen e Bertrand Schefer (Romania)
- Den utrolige historie om den kæmpestore pære, regia di Amalie Næsby Fick, Jørgen Lerdam e Philip Einstein Lipski (Danimarca)
- Vdol' i poperyok, regia di Maria Koneva (Russia)
- Wang Zha de yuxue, regia di Lhapal Gyal (Cina)
- Yover, regia di Edison Sánchez (Colombia)

#### Proiezioni speciali
- Paulchen Haselnuss, regia di Ina Rarisch (Germania Est)
- Viel zu klein, regia di Monika Anderson (Germania Est)
- Blaue Mäuse gibt es nicht, regia di Klaus Georgi (Germania Est)
- Peter und der Wolf, regia di Günter Rätz (Germania Est)
- Der Angsthase, regia di Lothar Barke (Germania Est)
- Mäxchen Pfiffig, Teil 4: Die große Fahrt, regia di Christl Wiemer (Germania Est)

### Perspektive Deutsches Kino
- After-work beer, regia di Ben Brummer (Germania)
- The Best Thing You Can Do With Your Life, regia di Zita Erffa (Germania)
- Blutsschwestern, regia di Felix Hassenfratz (Germania)
- Die defekte Katze, regia di Susan Gordanshekan (Germania)
- draußen, regia di Johanna Sunder-Plassmann e Tama Tobias-Macht (Germania)
- Film Wanderungen, di registi vari (Germania)
- Impreza, regia di Alexandra Wesolowski (Germania)
- Kein sicherer Ort, regia di Antje Beine (Germania)
- Kineski zid, regia di Aleksandra Odić (Germania)
- Landrauschen, regia di Lisa Miller (Germania)
- Luz, regia di Tilman Singer (Germania)
- Ohne diese Welt, regia di Nora Fingscheidt (Germania)
- Ra, regia di Sophia Bösch (Germania, Svezia)
- Rückenwind von vorn, regia di Philipp Eichholtz (Germania)
- Storkow Kalifornia, regia di Kolja Malik (Germania)
- Überall wo wir sind, regia di Veronika Kaserer (Germania)
- Whatever Happens Next, regia di Julian Pörksen (Germania, Polonia)

### Retrospettiva
- Alexanderplatz überrumpelt, regia di Peter Pewas (Germania)
- Alle Kreise erfasst Tolirag, regia di Oskar Fischinger (Germania)
- Die andere Seite, regia di Heinz Paul (Germania)
- Avventura di una bella donna (Das Abenteuer der Thea Roland), regia di Hermann Kosterlitz (Germania)
- Barcarole, regia di Ferdinand e Hermann Diehl (Germania)
- La bella maledetta (Das blaue Licht), regia di Leni Riefenstahl (Germania)
- Brüder, regia di Werner Hochbaum (Germania)
- Die Carmen von St. Pauli, regia di Erich Waschneck (Germania)
- Christian Wahnschaffe, 2. Teil - Die Flucht aus dem goldenen Kerker, regia di Urban Gad (Germania)
- Crisi (Abwege), regia di Georg Wilhelm Pabst (Germania)
- Farbfilmversuche. Demo-Film für Sirius-Farbverfahren, regia di Ludwig e Hans Horst (Germania)
- Der Favorit der Königin, regia di Franz Seitz (Germania)
- Filmstudie, regia di Hans Richter (Germania)
- Fischfang in der Rhön (an der Sinn), regia di Ella Bergmann-Michel (Germania)
- Frühlingserwachen, regia di Richard Oswald (Germania, Cecoslovacchia)
- La grande conquista (Der Kampf ums Matterhorn), regia di Mario Bonnard e Nunzio Malasomma (Germania, Svizzera)
- Heimkehr, regia di Joe May (Germania)
- Im Auto durch zwei Welten, regia di Clärenore Stinnes (Germania)
- Inflation, regia di Hans Richter (Germania)
- Der Katzensteg, regia di Gerhard Lamprecht (Germania)
- Das Lied vom Leben, regia di Alexis Granowsky (Germania)
- Ludwig der Zweite, König von Bayern, regia di William Dieterle (Germania)
- Markt in Berlin, regia di Wilfried Basse (Germania)
- Menschen im Busch, regia di Friedrich Dalsheim e Gulla Pfeffer (Germania)
- Milak, der Grönlandjäger, regia di Georg Asagaroff e Bernhard Villinger (Germania)
- Morgen beginnt das Leben, regia di Werner Hochbaum (Germania)
- Opium, regia di Robert Reinert (Germania)
- Palmenzauber, regia di Wolfgang Kaskeline (Germania)
- Pitsch und Patsch, regia di Rudolf Pfenninger (Germania)
- Polizeibericht Überfall, regia di Ernö Metzner (Germania)
- Prem Sanyas, regia di Franz Osten e Himansu Rai (India, Germania)
- Roxi B bar (Ihre Majestät die Liebe), regia di Joe May (Germania)
- Der Sieger, regia di Walter Ruttmann (Germania)
- Song. Die Liebe eines armen Menschenkindes, regia di Richard Eichberg (Germania, Regno Unito)
- Sprengbagger 1010, regia di Carl Ludwig Achaz-Duisberg (Germania)
- La tragedia della miniera (Kameradschaft), regia di Georg Wilhelm Pabst (Germania, Francia)
- Die Unehelichen, regia di Gerhard Lamprecht (Germania)
- Wasserfreuden im Tierpark, regista non conosciuto (Germania)
- Weltbrand, regia di Urban Gad (Germania)
- Wo wohnen alte Leute, regia di Ella Bergmann-Michel (Germania)
- Das Wunder, regia di Walter Ruttmann (Germania)
- Zwei Farben, regia di Wolfgang Kaskeline (Germania)

#### Berlinale Classics
- A prova di errore (Fail-Safe), regia di Sidney Lumet (Stati Uniti d'America)
- Il cielo sopra Berlino (Der Himmel über Berlin), regia di Wim Wenders (Germania Ovest, Francia)
- Crepuscolo di Tokyo (Tōkyō boshoku), regia di Yasujirō Ozu (Giappone)
- Ha-Chayim Al-Pi Agfa, regia di Assi Dayan (Israele)
- Il mio XX secolo (Az én XX. századom), regia di Ildikó Enyedi (Ungheria, Germania Ovest, Cuba)
- Quando volano le cicogne (Letyat zhuravli), regia di Michail Kalatozov (Unione Sovietica)
- La vecchia legge (Das alte Gesetz), regia di Ewald André Dupont (Germania)

### Homage
- Antichrist, regia di Lars von Trier (Danimarca, Germania, Francia, Svezia, Italia, Polonia)
- Auto Focus, regia di Paul Schrader (Stati Uniti d'America)
- Le avventure acquatiche di Steve Zissou (The Life Aquatic with Steve Zissou), regia di Wes Anderson (Stati Uniti d'America)
- The Hunter, regia di Daniel Nettheim (Australia)
- Mississippi Burning - Le radici dell'odio (Mississippi Burning), regia di Alan Parker (Stati Uniti d'America)
- L'ombra del vampiro (Shadow of the Vampire), regia di E. Elias Merhige (Regno Unito, Stati Uniti d'America, Lussemburgo)
- Pasolini, regia di Abel Ferrara (Francia, Belgio, Italia)
- Platoon, regia di Oliver Stone (Regno Unito, Stati Uniti d'America)
- L'ultima tentazione di Cristo (The Last Temptation of Christ), regia di Martin Scorsese (Canada, Stati Uniti d'America)
- Vivere e morire a Los Angeles (To Live and Die in L.A.), regia di William Friedkin (Stati Uniti d'America)

### Culinary Cinema
- Chef Flynn, regia di Cameron Yates (Stati Uniti d'America)
- Cuban Food Stories, regia di Asori Soto (Stati Uniti d'America, Cuba)
- The Game Changers, regia di Louie Psihoyos (Stati Uniti d'America)
- The Green Lie, regia di Werner Boote (Austria)
- Lorello e Brunello, regia di Jacopo Quadri (Italia)
- Our Blood Is Wine, regia di Emily Railsback (Stati Uniti d'America)
- Patrimonio, regia di Lisa F. Jackson e Sarah Teale (Stati Uniti d'America)
- La quête d'Alain Ducasse, regia di Gilles de Maistre (Francia)
- Ramen Teh, regia di Eric Khoo (Giappone)
- Soufra, regia di Thomas A. Morgan (Singapore, Stati Uniti d'America, Libano)

### NATIVe - A Journey into Indigenous Cinema
- Fata Morgana, regia di Anastasia Lapsui e Markku Lehmuskallio (Finlandia, Russia)
- Ma'ohi Nui, in the heart of the ocean my country lies, regia di Annick Ghijzelings (Belgio)
- Three Thousand, regia di Asinnajaq (Canada)

## Premi

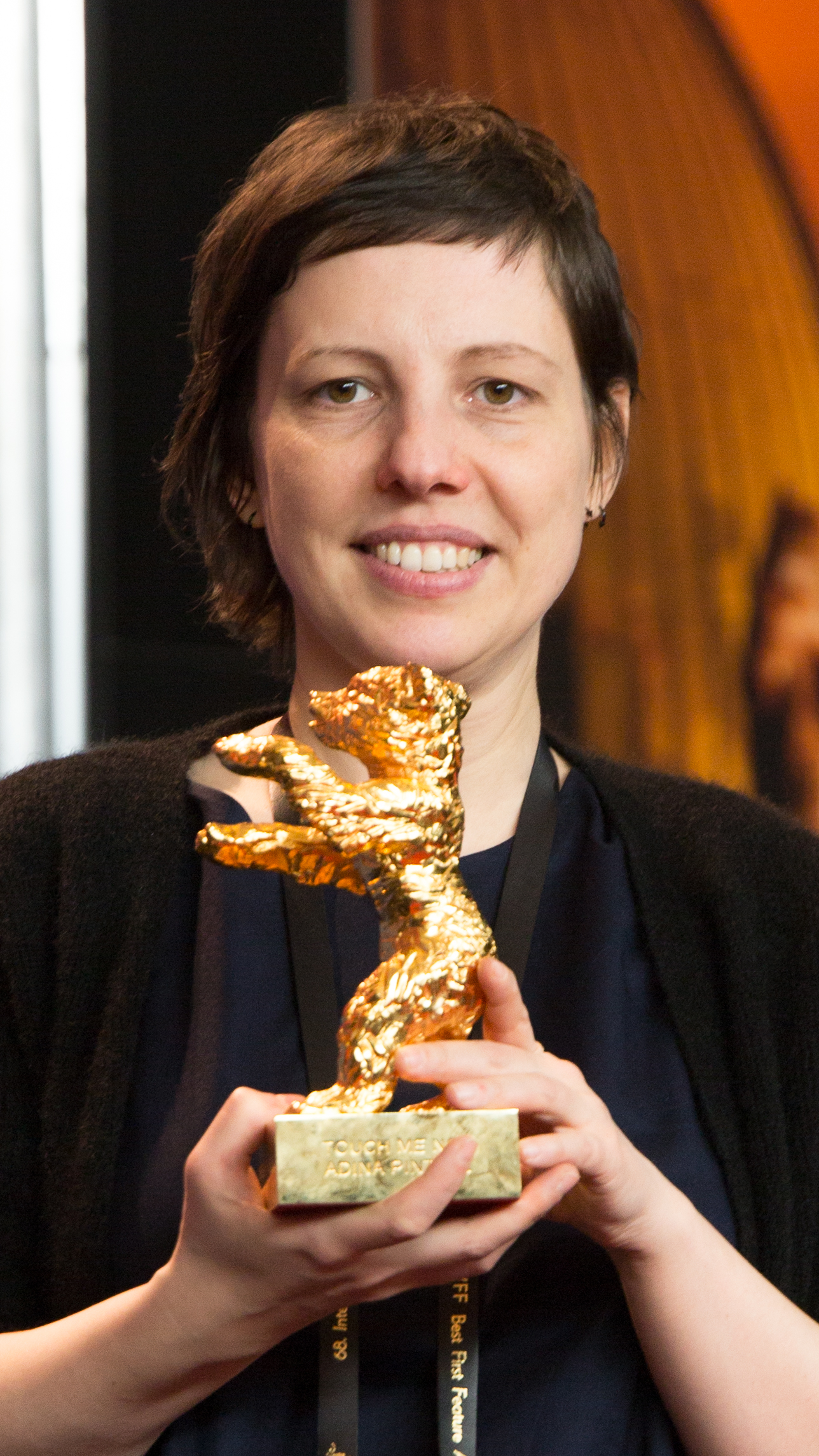
Adina Pintilie, vincitrice dell'Orso d'oro per Ognuno ha diritto ad amare - Touch Me Not

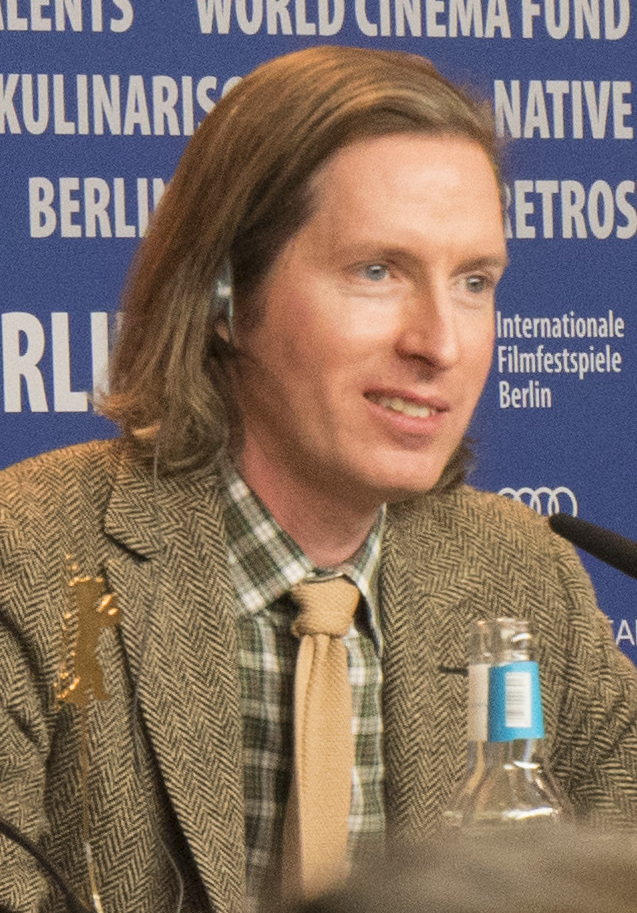
Wes Anderson, Orso d'argento per il miglior regista per L'isola dei cani

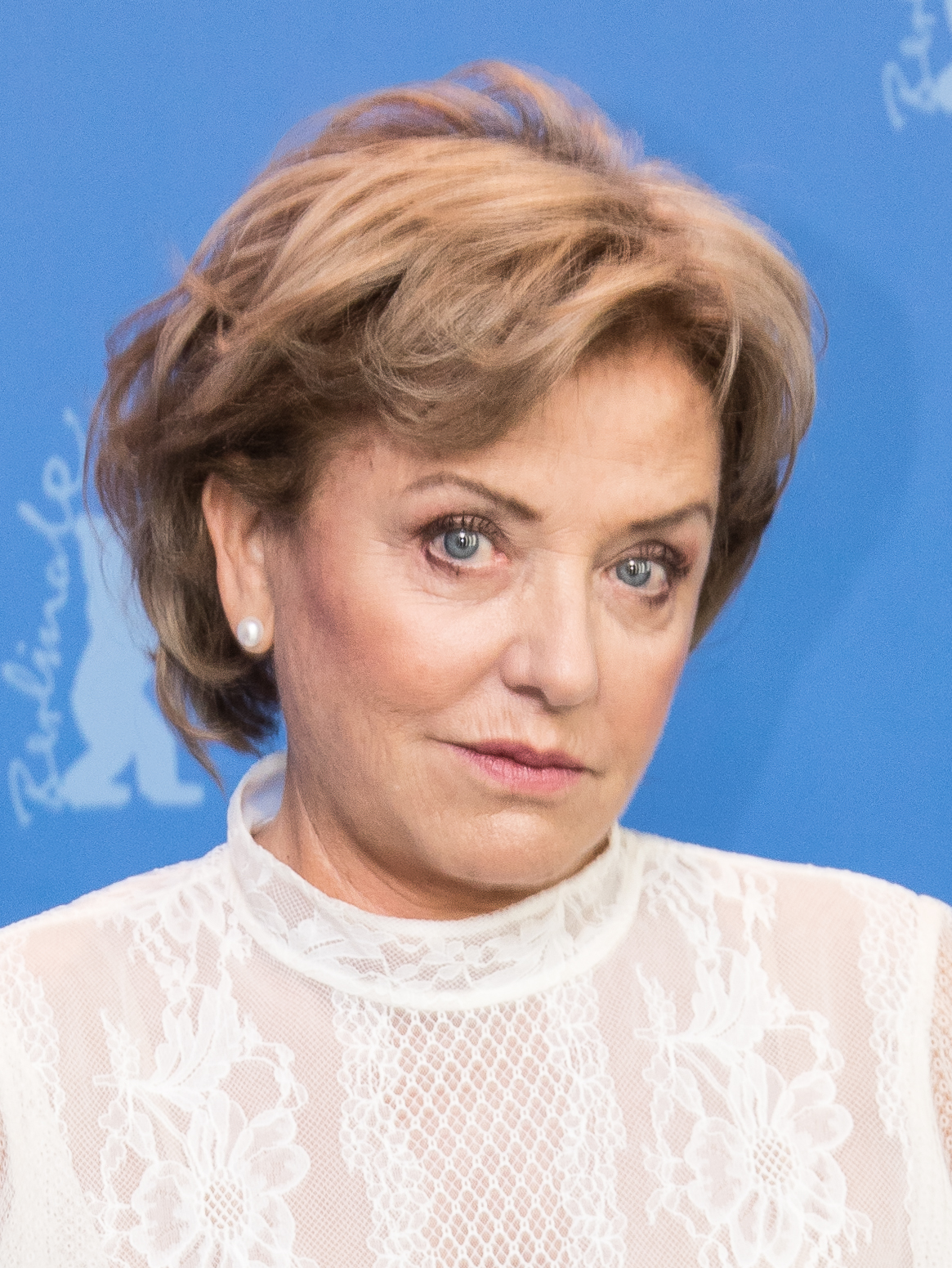
Ana Brun, Orso d'argento per la miglior attrice per Las herederas

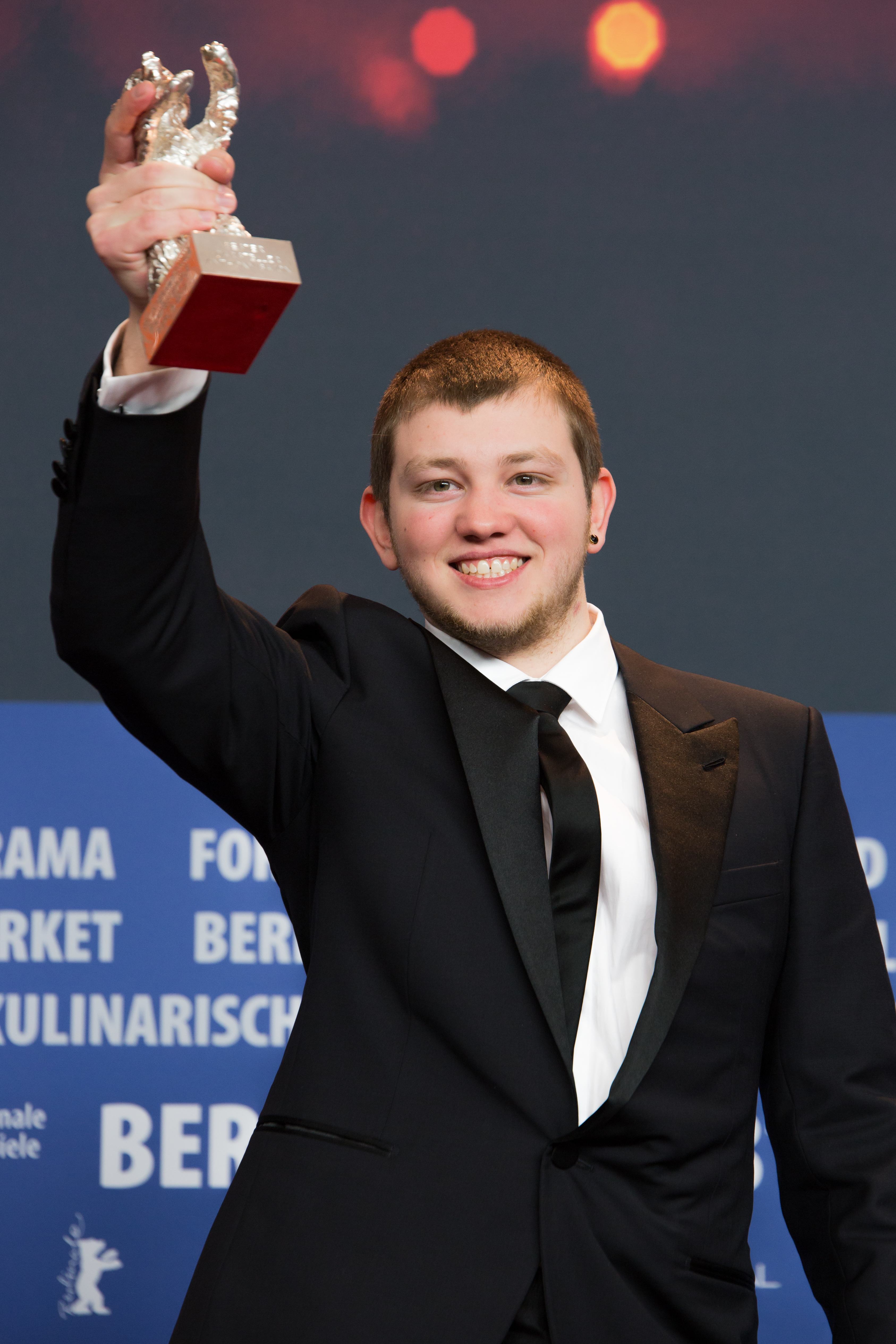
Anthony Bajon, Orso d'argento per il miglior attore per La Prière

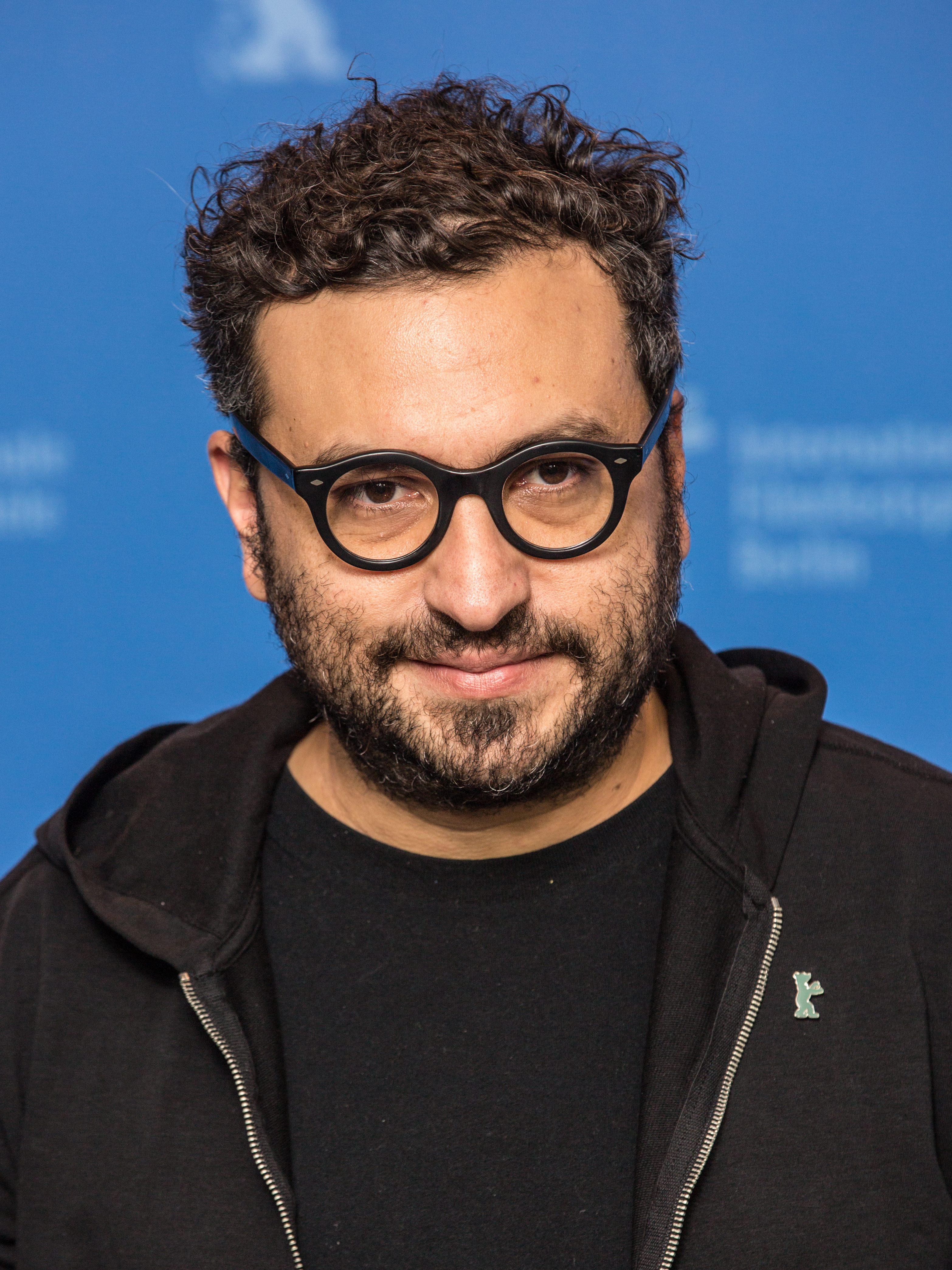
Alonso Ruizpalacios, Orso d'argento per la migliore sceneggiatura (con Manuel Alcalá) per Museo - Folle rapina a Città del Messico

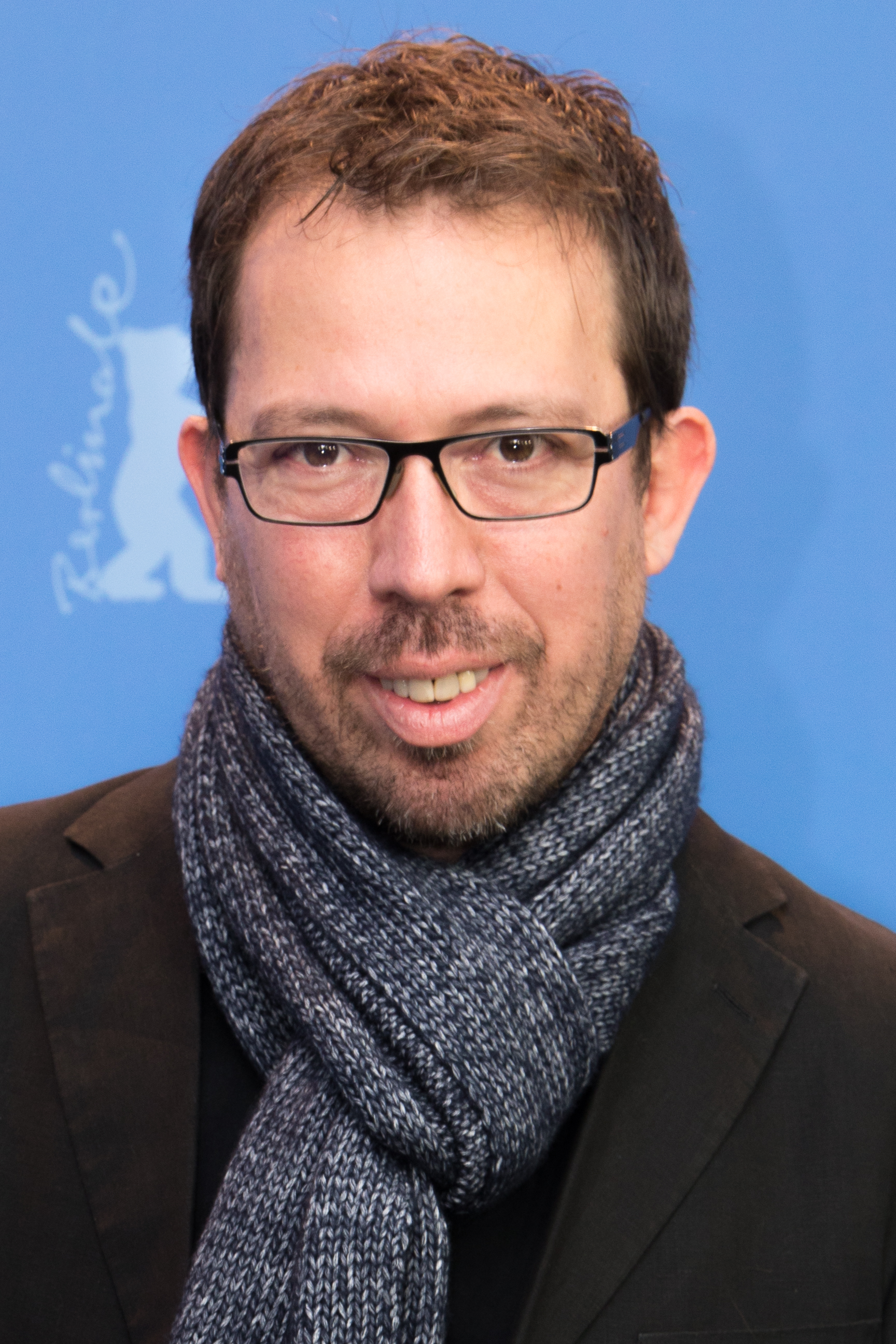
Marcelo Martinessi, premio FIPRESCI e premio dei lettori di Mannschaft per Las herederas

### Premi della giuria internazionale
- Orso d'oro per il miglior film: Ognuno ha diritto ad amare - Touch Me Not (Touch Me Not), regia di Adina Pintilie
- Orso d'argento, gran premio della giuria: Un'altra vita - Mug (Twarz), regia di Małgorzata Szumowska
- Orso d'argento per il miglior regista: Wes Anderson per L'isola dei cani
- Orso d'argento per la migliore attrice: Ana Brun per Le ereditiere (Las herederas), regia di Marcelo Martinessi
- Orso d'argento per il miglior attore: Anthony Bajon per La Prière, regia di Cédric Kahn
- Orso d'argento per la migliore sceneggiatura: Manuel Alcalá e Alonso Ruizpalacios per Museo - Folle rapina a Città del Messico, regia di Alonso Ruizpalacios
- Orso d'argento per il miglior contributo artistico: Elena Okopnaya per i costumi e la scenografia di Dovlatov, regia di Aleksej Alekseevič German
- Premio Alfred Bauer: Le ereditiere (Las herederas), regia di Marcelo Martinessi

### Premi onorari
- Orso d'oro alla carriera: Willem Dafoe
- Berlinale Kamera: Jiří Menzel, Katriel Schory, Beki Probst

### Premi della giuria "Opera prima"
- Miglior opera prima: Ognuno ha diritto ad amare - Touch Me Not di Adina Pintilie
- Menzione speciale: An Elephant Sitting Still di Hu Bo

### Premi della giuria "Documentari"
- Miglior documentario: Waldheims Walzer di Ruth Beckermann
- Menzione speciale: Ex Pajé di Luiz Bolognesi

### Premi della giuria "Cortometraggi"
- Orso d'oro per il miglior cortometraggio: The Men Behind the Wall di Ines Moldavsky
- Orso d'argento, premio della giuria (cortometraggi): Imfura di Samuel Ishimwe
- Berlin Short Film Nominee for the European Film Awards: Burkina Brandenburg Komplex di Ulu Braun
- Audi Short Film Award: Solar Walk di Réka Bucsi

### Premi delle giurie "Generation"
- Children's Jury Generation Kplus
- Orso di cristallo per il miglior film: Les rois mongols di Luc Picard
- Menzione speciale: Supa Modo di Likarion Wainaina
- Orso di cristallo per il miglior cortometraggio: A Field Guide to Being a 12-Year-Old Girl di Tilda Cobham-Hervey
- Menzione speciale: Snijeg za Vodu: Snow for Water di Christopher Villiers

- International Jury Generation Kplus
- Grand Prix per il miglior film: Sekala Niskala di Kamila Andini
- Menzione speciale: Allons enfants di Stéphane Demoustier
- Special Prize per il miglior cortometraggio: Jaalgedi di Rajesh Prasad Khatri
- Menzione speciale: Lobster Dinner di Gregorio Franchetti

- Youth Jury Generation 14plus
- Orso di cristallo per il miglior film: Fortuna di Germinal Roaux
- Menzione speciale: Retablo di Alvaro Delgado Aparicio
- Orso di cristallo per il miglior cortometraggio: Kiem Holijanda di Sarah Veltmeyer
- Menzione speciale: Je fais où tu me dis di Marie de Maricourt

- International Jury Generation 14plus
- Grand Prix per il miglior film: Fortuna di Germinal Roaux
- Menzione speciale: Dressage di Pooya Badkoobeh
- Special Prize per il miglior cortometraggio: Juck di Olivia Kastebring, Julia Gumpert e Ulrika Bandeira
- Menzione speciale: Na zdrowie! di Paulina Ziólkowska

### Premi delle giurie indipendenti
- Guild Film Prize: Un valzer tra gli scaffali (In den Gängen) di Thomas Stuber
- Peace Film Prize: The Silence of Others di Almudena Carracedo e Robert Bahar
- Premio Heiner Carow: Styx di Wolfgang Fischer
- Label Europa Cinemas: Styx di Wolfgang Fischer
- Premio Caligari: La casa lobo di Joaquín Cociña e Cristóbal León
- Amnesty International Film Prize: Zentralflughafen THF di Karim Aïnouz
  - Menzione speciale: Eldorado di Markus Imhoof
- Premio della giuria ecumenica:
  - Competizione: Un valzer tra gli scaffali (In den Gängen) di Thomas Stuber
  - Menzione speciale: Utøya 22. juli di Erik Poppe
  - Panorama: Styx di Wolfgang Fischer
  - Forum: Teatro de guerra di Lola Arias
- Premio FIPRESCI:
  - Competizione: Le ereditiere (Las herederas) di Marcelo Martinessi
  - Panorama: River's Edge di Isao Yukisada
  - Forum: An Elephant Sitting Still di Hu Bo
- Premio CICAE:
  - Panorama: Tinta Bruta di Marcio Reolon e Filipe Matzembacher
  - Forum: Teatro de guerra di Lola Arias
- Teddy Award:
  - Miglior lungometraggio: Tinta Bruta di Marcio Reolon e Filipe Matzembacher
  - Miglior documentario: Bixa Travesty di Claudia Priscilla e Kiko Goifman
  - Miglior cortometraggio: Three Centimetres di Lara Zeidan
  - Premio della giuria: Obscuro Barroco di Evangelia Kranioti
  - Premio dei lettori di Mannschaft: Le ereditiere (Las herederas) di Marcelo Martinessi
  - L'Oréal Paris Teddy Newcomer Award: Retablo di Alvaro Delgado Aparicio

### Premi dei lettori e del pubblico
- Premio del pubblico (sez. Panorama):

Film: Profile di Timur Bekmambetov
2º posto: Styx di Wolfgang Fischer
3º posto: L'Animale di Katharina Mückstein
Documentario: The Silence of Others di Almudena Carracedo e Robert Bahar
2º posto: Partisan di Lutz Pehnert, Matthias Ehlert e Adama Ulrich
3º posto: O Processo di Maria Ramos
- Premio dei lettori del Berliner Mongerpost: Dovlatov di Aleksey German Jr.
- Premio dei lettori del Tagesspiegel: L'empire de la perfection di Julien Faraut